# Araucaleon
Araucaleon är ett släkte av insekter. Araucaleon ingår i familjen myrlejonsländor.
Kladogram enligt Catalogue of Life:
| Araucaleon | \| \| Araucaleon inca \| \| \| \| \| \| Araucaleon withycombei \| \| \| \| |
|            | \| \| Araucaleon inca \| \| \| \| \| \| Araucaleon withycombei \| \| \| \| |
|            | Araucaleon inca                                                            |
|            |                                                                            |
|            | Araucaleon withycombei                                                     |
|            |                                                                            |